# Mission jésuite au Congo
La Mission jésuite au Congo est une œuvre d’évangélisation chrétienne entreprise par la Compagnie de Jésus dans le royaume Kongo — aujourd'hui République démocratique du Congo et Angola — en Afrique centrale, à partir de 1548.  L’ancienne mission est interrompue lorsque les jésuites sont expulsés des territoires portugais en 1762. La nouvelle mission s’ouvre en 1893 avec l’arrivée dans l’État indépendant du Congo de six jésuites belges, envoyés à la demande de Léopold II.

## Au royaume Kongo
Le roi du Kongo Nzinga Nkuwu avait reçu le baptême en 1491, quelques années après l’arrivée des premiers portugais dans la région (1482). Quelques franciscains et dominicains assurent la première prédication de l’Évangile et construisent la première église à Mbanza-Kongo (1491). Des relations suivies s’établissent avec le Portugal. 
La conversion du roi et de plusieurs nobles n’est pas profonde : il abandonne la foi catholique et retourne bientôt à des pratiques païennes. Un de ses fils Affonso, baptisé un mois après lui, monte sur le trône en 1506 et régnera sur le Kongo jusqu’en 1543. Il fera de son royaume le ‘Grand Congo’. Très favorable au christianisme, il envoie plusieurs ambassades au Portugal et auprès du pape demandant l’aide de missionnaires.
Diogo, second successeur (et petit-fils) d’Affonso, est roi de 1545 à 1561. Bientôt il demande au pape l’ouverture d’un collège dans sa capitale Mbanza-Kongo. En 1547 quatre jésuites, dont Jorge Vaz, Cristobal Ribeiro et Jaime Soveral, sont envoyés par Saint Ignace de Loyola. Ils arrivent à Mpinda en mars, et à Mbanza-Kongo le jour de la Pentecôte de l’an 1548. Chaleureusement reçus par le roi, ils ouvrent une école qui a bientôt 600 élèves tous nourris par le roi, qui fait de cette école une œuvre personnelle. Le frère Jaime Soveral en est le directeur.
Le christianisme ayant la faveur du roi, les baptêmes sont nombreux : près de 5 000 en trois mois. Les jésuites sont très entreprenants et ont tendance à vouloir tout contrôler. Après quelque temps ils critiquent ouvertement le comportement du roi, le jugeant « immoral et capricieux » et le considérant comme obstacle à l’évangélisation. Assurés du soutien portugais, ils suggèrent même à Jean III, roi du Portugal de le destituer. Ce sont les jésuites en fait qui doivent quitter le Kongo en 1555, expulsés - avec tous les européens - par le roi, qui trouvait les portugais, leurs marchands et prêtres, trop envahissants. 

## En Angola
L’année suivante le souverain d’Angola invite les jésuites à fonder un collège à Luanda, ville récemment fondée sous le nom de São Paulo da Assunção de Luanda, sa capitale, où les portugais viennent de s’installer. Le collège de Luanda est ouvert en 1584 et fonctionne dans de nouveaux bâtiments à partir de 1605. L'église de Jésus y attenant est mise en chantier en 1607.  Collège et église sont desservis par les jésuites jusqu'en 1759. Ses ressources lui permettent même un retour, un siècle plus tard, à Mbanza-Kongo où un nouveau collège est ouvert en 1623.
Le père Mateus Cardoso, premier recteur du collège, est l’auteur, en 1624, du premier catéchisme bilingue kikongo-portugais. Ce qui en fait le premier livre kikongo jamais imprimé. Un catéchisme kimbundu est également imprimé en 1642.  
Le financement du collège de Luanda repose malheureusement sur la traite d’esclaves, dont Luanda est un centre très actif. D’une manière générale, les lettres et rapports sur les activités des missionnaires et prêtres qui parviennent à la Propaganda Fide sont très critiques, même si les jésuites sont généralement épargnés : « ces royaumes sont du point de vue de la chrétienté dans une mauvaise situation » ; « les séculiers portugais qui ont peu de crainte de Dieu traitent avec cruauté ces peuples» ; « ces religieux donnent du scandale par l’exemple de leur mauvaise vie » ; « ils font des affaires et du commerce, de sorte qu’ils n’y vont pas comme ecclésiastiques, prédicateurs de l’Evangile, mais comme des marchands séculiers pour trafiquer »
Le collège ne comprend jamais plus que quelques religieux mais il forme le futur clergé et une abondante jeunesse jusqu’au jour de sa suppression. En 1759, les jésuites sont expulsés de tous les territoires portugais, prélude à la suppression universelle de la Compagnie de Jésus en 1773.

## Appréciation de Livingstone
En 1834 tous les ordres religieux sont expulsés du Portugal. Vingt ans plus tard (1854), David Livingstone visitant Luanda constate avec admiration le souvenir vivace qu’ont laissé les missionnaires dans la population: « Some ten or twelve miles to the north of the village of Ambaca there once stood the missionary station of Cahenda, and it is now quite astonishing to observe the great numbers who can read and write in this district. This is the fruit of the labors of the Jesuit and Capuchin missionaries, for they taught the people of Ambaca; and ever since the expulsion of the teachers by the Marquis of Pombal, the natives have continued to teach each other. These devoted men are still held in high estimation throughout the country to this day. All speak well of them (‘os padres Jesuitas’) »
La première évangélisation du Kongo fut plus profonde que l’on ne le dit habituellement, comme le constata Livingstone et comme en témoignent des œuvres d’art parvenues jusqu’à nos jours. « Les prêtres européens furent beaucoup plus tolérants pour le syncrétisme Kongo qu’ils ne le furent dans des régions comme le Mexique où une population européenne s’implanta avec le christianisme. Le Kongo put ainsi exercer un contrôle suffisant sur la théologie chrétienne pour assurer son acceptation par la masse et il contrôla aussi suffisamment l’organisation et les finances de l’Église pour empêcher qu’elle ne devienne un instrument de la domination étrangère »

## Retour au Congo
Après la restauration de la Compagnie de Jésus en 1814, les jésuites entrent en Madagascar en 1845 (cinquante ans avant l’instauration du protectorat français), en Algérie en 1853 et ouvre un collège au Caire (Égypte) en 1879.
En Afrique noire, le roi Léopold II de Belgique, ‘souverain de l’État indépendant du Congo’, demande l’assistance de missionnaires pour civiliser, convertir et développer son domaine. Il obtient le concours des pères scheutistes en 1888.  Mais le territoire est immense. Aussi fait-il appel à d’autres religieux missionnaires.  Les jésuites acceptent un vaste territoire au sud du fleuve Kasaï. Un groupe de six jésuites, dirigé par Émile Van Hencxthoven (1852-1906) et dont font partie les frères Louis De Sadeleer et Justin Gillet, arrive en 1893. Ils fondent ce que l’on appelle la Mission du Kwango. 
Le premier congolais à être nommé supérieur provincial des jésuites du Congo est le père Daniel Pasupasu. En 1972 il est responsable d'un large groupe dont la majorité est encore d'origine belge. Une quarantaine d'années plus tard (en 2010), 268 jésuites se trouvent dans la République démocratique du Congo, la grande majorité d’entre eux étant originaire du pays même.